# Централен регион (Буркина Фасо)
Централният регион (на френски: Centre) на Буркина Фасо е с площ 2805 квадратни километра и население 2 854 356 души (по изчисления за юли 2018 г.). 11,1 % от населението на страната живее в централния регион. Столицата на региона е град Уагадугу – най-големият град в Буркина Фасо, който е и нейна столица. Централният регион включва само една провинция – Кадиого.